# 55 Water Street
La 55 Water Street est un gratte-ciel de bureaux à New York (États-Unis), situé dans le downtown Manhattan.
Lors de sa construction en 1972, il était l'immeuble de bureaux individuel le plus spacieux au monde. Il reste aujourd'hui l'un des plus spacieux de New York.